# Alexis Clairaut
Alexis Claude Clairaut (phát âm tiếng Pháp: [alɛksi klod klɛʁo]; 13 tháng 5 năm 1713 – 17 tháng 5 năm 1765) là nhà toán học, nhà thiên văn, nhà địa vật lý người Pháp. Ông là một người theo học thuyết của Isaac Newton xuất chúng. Những tác phẩm của Clairaut đã giúp thiết lập giá trị cho các lý thuyết và kết quả mà Newton đã nhắc đến trong cuốn Principia vào năm 1687. Clairaut còn là một nhân vật quan trọng trong cuộc viễn chinh đến Sápmi. Điều này đã giúp ông xác nhận giả thuyết của Newton về hình dạng của Trái Đất. Trong hoàn cảnh đó, ông đã công bố một kết quả toán học được biết đến là định lý Clairaut. Ông cũng giải quyết vấn đề ba vật thể có lực hấp dẫn, được coi là bước đầu tiên để xác nhận một kết quả hợp lý được biết đến là tuế sai điểm cực viễn trên quỹ đạo của Mặt Trăng. Trong toán học, ông thiết lập phương trình Clairaut và quan hệ Clairaut.

## Cuộc đời

### Những năm đầu đời
Clairaut sinh ra trong một gia đình ở Paris. Cha ông là Jean-Baptiste Clairaut và mẹ ông là Catherine Petit Clairaut. Gia đình Clairaut có đến 20 người con, tuy nhiên chỉ có một số lượng nhỏ đứa trẻ tồn tại. Cha của Clairaut dạy ông toán học. Ông là một thần đồng, khi mới 10 tuổi đã học giải tích. Khi 12 tuổi, ông đã viết một luận văn bàn về 4 đường cong hình học. Dưới sự dạy dỗ của cha mình, Clairaut đã tiến bộ nhanh chóng trong lĩnh vực toán học. Khi 13 tuổi, ông đã đọc một cuốn sách của Viện hàn lâm Pháp nói về 4 đường cong hình học mà ông mới phát hiện. Khi 16 tuổi, ông đã hoàn thành một luận án nói về các đường cong quanh co. Cuốn luận án có tên Recherches sur les courbes a double courbure được phỏ biến rộng rãi vào năm 1731. Nó đã giúp tác giả của nó được kết nạp vào Viện Hàn lâm Khoa học Pháp. Tuy nhiên, Clairaut lại chưa đủ hoàn toàn 18 tuổi khi đó.

### Cuộc sống riêng và qua đời
Clairaut không hề lấy vợ. Ông được biết đến là người đứng đầu các hoạt động xã hội. Sự phổ biến của ông đang lớn lên trong xã hội đã cản trở công việc làm khoa học của ông. Charles Bossut đã nói rằngː "Ông ấy (tức Clairaut) thật là điều tiêu với bữa ăn và những buổi tối, đối với phụ nữ thì ông có khiếu thẩm mỹ sống động và cố gắng tìm kiếm sự hài lòng cho bản thân mình trong công việc. Ông ấy đã không nghỉ ngơi, mất sức và qua đời ở tuổi 52".
Clairaut được lựa chọn vào Fellow of the Royal Society ở Luân Đôn vào tháng 11 năm 1737.
Ông qua đời ở Paris vào năm 1765.

## Các công trình toán học và khoa học
Năm 1736, cùng với Pierre Louis Maupertuis, ông tham gia vào chuyến thám hiểm tới Sápmi, được thực hiện với mục đích ước lượng mức độ kinh tuyến. Mục đích của chuyến tham quan là tính toán hình học hình dạng của Trái Đất, mà Isaac Newton giả thuyết trong cuốn sách Principia của ông là một hình Ellipsoid. Họ tìm cách chứng minh lý thuyết và tính toán của Newton có đúng hay không. Trước khi nhóm thám hiểm quay trở lại Paris, Clairaut gửi các tính toán của mình cho Hội Hoàng gia Luân Đôn. Ban đầu, Clairaut không đồng ý với lý thuyết của Newton về hình dạng của Trái Đất. Trong bài viết, ông phác thảo một số vấn đề chính có hiệu quả bác bỏ tính toán của Newton, và cung cấp một số giải pháp cho các biến chứng. Các vấn đề được giải quyết bao gồm tính toán lực hấp dẫn hấp dẫn, sự quay của một ellipsoid trên trục của nó, và sự khác biệt về mật độ của một ellipsoid trên các trục của nó. Vào cuối lá thư của mình, Clairaut viết rằng:
"Nó xuất hiện ngay cả Sir Isaac Newton là ý kiến, rằng nó là cần thiết Trái Đất nên dày đặc hơn về phía trung tâm, để được càng nhiều phẳng hơn ở các cực: và nó theo sau từ độ phẳng lớn hơn này, trọng lực đó tăng lên càng nhiều càng nhiều từ đường xích đạo tới cực."
Kết luận này cho thấy không chỉ rằng Trái Đất có hình dạng elipsoid, nhưng nó được san bằng nhiều hơn ở các cực và rộng hơn ở trung tâm.